# Гейда Фофана
Гейда́ Фофана́ (фр. Gueïda Fofana, нар. 16 травня 1991, Гавр) — французький футболіст, півзахисник, захисник клубу «Ліон» та молодіжної збірної Франції.
Володар Кубка Франції.

## Клубна кар'єра
Народився 16 травня 1991 року в місті Гавр. Вихованець юнацьких команд футбольних клубів «Мон-Гелляр» та «Гавр».
У дорослому футболі дебютував 2009 року виступами за команду клубу «Гавр», в якому провів два сезони, взявши участь у 64 матчах чемпіонату. Більшість часу, проведеного у складі «Гавра», був основним гравцем команди.
До складу клубу «Олімпік» (Леон) приєднався 2011 року. Наразі встиг відіграти за команду з Ліона 34 матчі в національному чемпіонаті.

## Виступи за збірні
2006 року дебютував у складі юнацької збірної Франції, взяв участь у 53 іграх на юнацькому рівні, відзначившись 7 забитими голами.
Протягом 2011-0 років залучався до складу молодіжної збірної Франції. На молодіжному рівні зіграв у 12 офіційних матчах, забив 2 голи.

## Статистика виступів

### Статистика клубних виступів
Станом на червень 2012 року/
| Сезон             | Команда           | Чемпіонат         | Чемпіонат | Чемпіонат | Національний кубок | Національний кубок | Національний кубок | Континентальні кубки | Континентальні кубки | Континентальні кубки | Інші змагання | Інші змагання | Інші змагання | Усього | Усього |
| Сезон             | Команда           | Ліга              | Ігор      | Голів     | Ліга               | Ігор               | Голів              | Ліга                 | Ігор                 | Голів                | Ліга          | Ігор          | Голів         | Ігор   | Голів  |
| ----------------- | ----------------- | ----------------- | --------- | --------- | ------------------ | ------------------ | ------------------ | -------------------- | -------------------- | -------------------- | ------------- | ------------- | ------------- | ------ | ------ |
| 2009-10           | «Гавр»            | L2                | 30        | 1         | —                  | 0                  | 0                  | —                    | 0                    | 0                    | —             | 0             | 0             | 30     | 1      |
| 2010-11           | «Гавр»            | L2                | 34        | 3         | —                  | 0                  | 0                  | —                    | 0                    | 0                    | —             | 0             | 0             | 34     | 3      |
| Усього за «Гавр»  | Усього за «Гавр»  | Усього за «Гавр»  | 64        | 4         |                    | 0                  | 0                  |                      | 0                    | 0                    |               |               |               | 64     | 4      |
| 2011-12           | «Ліон»            | L1                | 16        | 0         | СКФ                | 0                  | 0                  | ЛЄ                   | 1                    | 0                    | КФ            | 0             | 0             | 7      | 0      |
| Усього за кар'єру | Усього за кар'єру | Усього за кар'єру | 80        | 4         |                    | 0                  | 0                  |                      | 1                    | 0                    |               | 1             | 0             | 81     | 4      |

## Титули і досягнення
- Володар Суперкубка Франції (1):

«Ліон»: 2012
- Володар Кубка Франції (1):

«Ліон»: 2011-12
Збірні
- Чемпіон Європи (U-19): 2010